# Astyanax gracilior
Astyanax gracilior är en fiskart som beskrevs av Eigenmann, 1908. Astyanax gracilior ingår i släktet Astyanax och familjen Characidae. Inga underarter finns listade.